# Brothers
Santana Brothers — музичний альбом гурту Карлоса Сантани. Виданий року лейблом Guts and Grace. Загальна тривалість композицій становить 51:51.

## Список пісень
1. Trasmutation / industrial
2. Thoughts
3. Luz Amor y Vida
4. En Aranjuez Con Tu Amor
5. Contigo
6. Blues Latino
7. La Danza
8. Brujo
9. The Trip
10. Reflections
11. Morning in Marin